# Лонгсюен

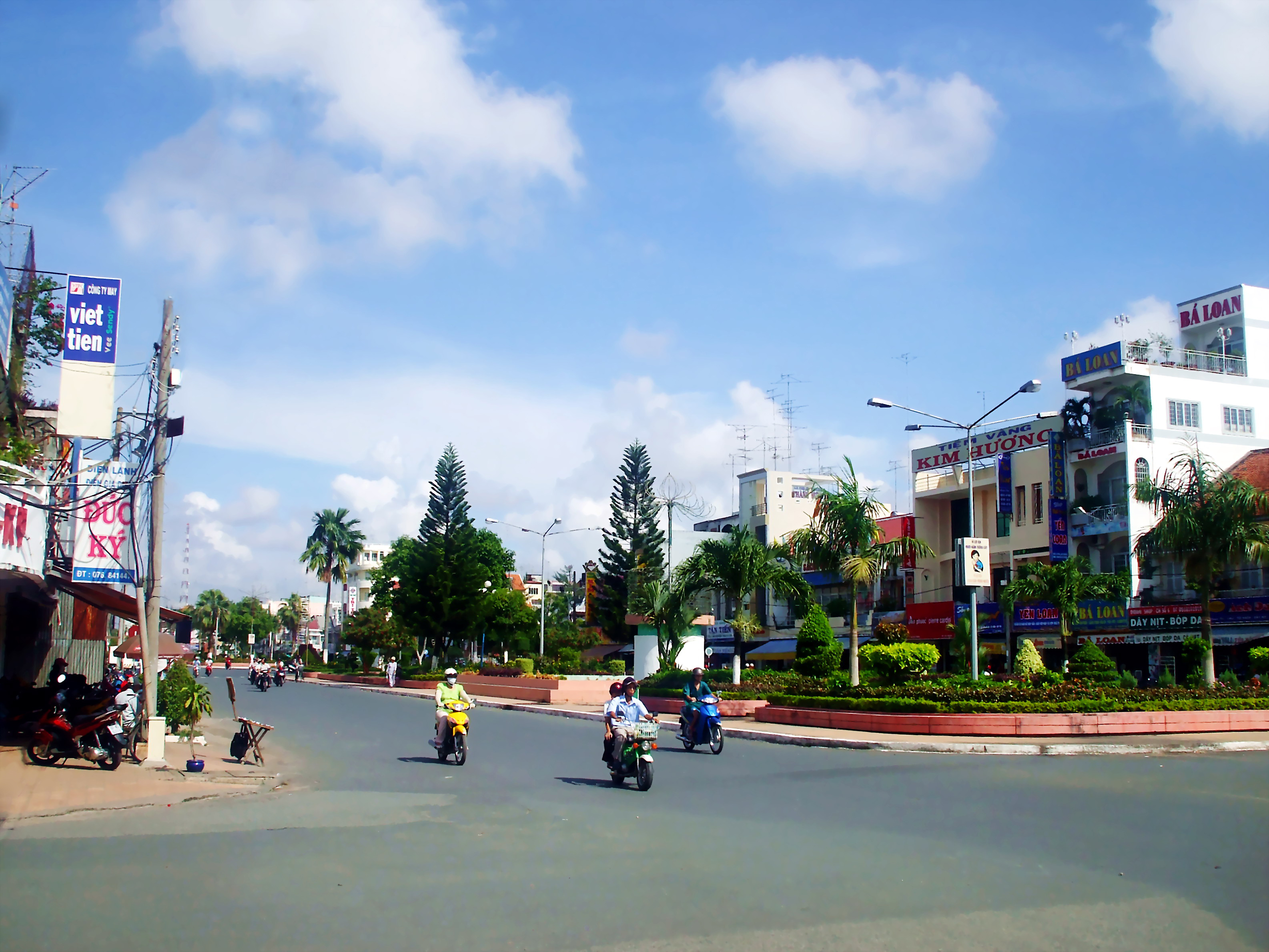
Одна из центральных улиц города

Лонгсюе́н (вьет. Long Xuyên) — административный центр провинции Анзянг на юго-западе Вьетнама, в регионе дельты Меконга. Расположен в 1950 километрах от Ханоя, в 189 километрах от Хошимина и в 45 километрах от границы с Камбоджей. Площадь составляет 130 квадратных километров.

## Население
| 1979    | 1989    | 1992    | 2000    | 2013    |
| ------- | ------- | ------- | ------- | ------- |
| 112 485 | 128 814 | 132 681 | 149 300 | 168 376 |

## Экономика
Лонгсюен достаточно развит в торговле (в основном рисом) и в рыбообрабатывающей индустрии (более шести заводов, на которых работают свыше 10 тысяч человек).

## Образование
В городе Лонгсюен расположен Университет Анзянг (второй по размеру в Дельте Меконга) и Колледж подготовки учителей. В университете Анзянг обучаются свыше 8 000 студентов по следующим направлениям: педагогика, сельское хозяйство, идеология марксизма-ленинизма, экономика, информационные технологии.
В городе три школы, обучающих старшие классы. В самой большой из них — Тхоай Нгок Хау — обучаются более чем 2000 учеников.

## Культура и обычаи
Лонгсюен — центр религии хоа-хао. Много и католических церквей.
Местные блюда включают в себя стандартные вьетнамские, но с некоторыми специфическими для данного региона изменениями.
Через город проходит поток туристов, направляющихся в Тяудок — одну из главных остановок на пути в Камбоджу. Однако, в Лонгсюене туристы приостанавливаются редко.
Храм Ба Тюа Су — священное место, посещаемое людьми, молящимися о финансовом успехе. Каждый март на вершине горы Сем проходит религиозный фестиваль Ба Тюа Су.

## Уроженцы
- Нгуен Нгок Тхо — вице-президент Республики Вьетнам (до 30 апреля 1975 года).
- Тон Дык Тханг — глава Коммунистической партии, президент Демократической республики Вьетнам (Северный Вьетнам), позднее — президент Социалистической Республики Вьетнам.
- Ле Куанг Винь — военачальник.